# Шыгырлийский сельский округ
Шыгырлийский сельский округ (каз. Шығырлы ауылдық округі) — ныне упразднённое административно-территориальное образование в Темирском районе Актюбинской области существовавшая до 20 сентября 2019 года.

## Населённые пункты
В состав Шыгырлийского сельского округа входило 3 села: Шыгырлы, Ащысай, Бирлик.
В 2019 году Шыгырлийский сельский округ был упразднён, его территория была включена в состав Аксайского сельского округа.

## Население

### Динамика численности
| Численность населения | Численность населения | Численность населения |
| 1989                  | 1999                  | 2009                  |
| --------------------- | --------------------- | --------------------- |
| 1596                  | ↘1309                 | ↘938                  |

Снижение численности населения за межпереписной период обусловлена оттоком населения в более крупные населенные пункты.

### Численность населения[3][4][1]
| № | Населённый пункт | Перепись населения 1989 | Перепись населения 1999 | Перепись населения 2009 |
| - | ---------------- | ----------------------- | ----------------------- | ----------------------- |
| 2 | с. Шыгырлы       | 834                     | 658                     | 475                     |
| 3 | с. Ащысай        | 285                     | 360                     | 252                     |
| 4 | с. Бирлик        | 477                     | 291                     | 211                     |
|   | Всего            | 1596                    | 1309                    | 938                     |